# Siphulastrum mamillatum
Siphulastrum mamillatum är en lavart som först beskrevs av Hook. f. & Taylor, och fick sitt nu gällande namn av D. J. Galloway. Siphulastrum mamillatum ingår i släktet Siphulastrum och familjen Pannariaceae.   Inga underarter finns listade i Catalogue of Life.